# Menno van Coehoorn
Menno, baron van Coehoorn (ur. 1641 w Leeuwarden, zm. 17 marca 1704 w Wijkel) – holenderski inżynier wojskowy. Twórca licznych innowacji w uzbrojeniu i sprzęcie stosowanym w pracach oblężniczych, a także twórca nowych technik fortyfikacyjnych.

## Życiorys
Otrzymał znakomite wykształcenie, zarówno ogólne, jak i wojskowe i już w wieku 16 lat został kapitanem holenderskiej armii. W wojnie z Francją brał udział w obronie Maastricht w 1673 oraz w oblężeniu Grave w 1674, gdzie wyjątkowo dał się we znaki francuskiemu garnizonowi wynaleziony przez niego moździerz nazwany od jego imienia coehornem. Za dzielną postawę podczas bitwy pod Senefffe w 1674 został pułkownikiem, w 1677 wziął udział w bitwie pod Cassel, a w 1678 w bitwie pod Mons.
Okoliczności tych czasów oraz kraju zwróciły uwagę Coehoorna na sztukę fortyfikacji, a wydarzenia z ostatniej wojny przekonały go, że dotychczas stosowane metody nie mogą się już dłużej utrzymać. Jego pierwsza opublikowana praca Versterchinge de Vijfhoeks met alle syne Buytenwerken (Leeuwarden, 1682) doprowadziła do zażartej polemiki z jego rywalem Louysem Paanem (Leeuwarden, 1682, 1683; kopie w bibliotece holenderskiego ministerstwa wojny). Wojskowe autorytety były bardzo zainteresowane tą polemiką. Poglądy Coehoorna były bardziej przekonujące, toteż wiele twierdz holenderskich zostało zrekonstruowanych według jego projektów. Ta praca wypełniła całe jego życie, a dokonania sprawiły, że osiągnął sławę porównywalną z jego wielkim francuskim rywalem – marszałkiem Sebastianem Vaubanem. Swoje idee i doświadczenia zgromadził w swej głównej pracy Nieuwe Vestingbouw („Nowe fortyfikacyjne konstrukcje”, Leeuwarden, 1685), w której opisał trzy systemy, których charakterystyczną cechą była różnorodność i wielkie znaczenie prac, których metody obliczeń i reguły były wyraźnie dostosowane do płaskiego i przeważnie podmokłego kraju takiego jak Niderlandy.
Zapożyczył wiele szczegółów z wcześniejszych prac swego polskiego poprzednika Adama Freytaga, malarza Albrechta Dürera oraz niemieckiego inżyniera Daniela Speckla. Generalnie celem jego było przystosowanie reguł swych poprzedników do wymagań poszczególnych przypadków terenowych niż tworzenie geometrycznie i teoretycznie perfekcyjnych fortec. Przez okres swej kariery nigdy nie odstępował od swoich reguł, poza wyjątkowymi przypadkami, jak na przykład Groningen. Następne wydania Nieuwe Vestingbouw pojawiły się w Holandii (1702, często wznawiane), Anglii (Londyn, 1705), Francji (Wesel, 1705), i w Niemczech (Düsseldorf, 1709).
W wojnie palatynackiej (1689–1697) Coehoorn służył w stopniu brygadiera. Wyróżnił się w bitwie pod Fleurus, a w 1692 bronił twierdzy Namur, która była jego własnym dziełem. Twierdza zdobyta została przez Vaubana. W trzy lata później Coehoorn zrewanżował się Vaubanowi. Wkrótce został generałem lejtnantem oraz generalnym inspektorem holenderskich fortyfikacji. W latach 1701–1703 dowodził holenderskim korpusem wchodzącym w skład armii księcia Marlborougha, a w czasie licznych oblężeń, jakie trzeba było przeprowadzać w Niderlandach, jego wiedza i talent, zarówno w obronie, jak i w zdobywaniu twierdz, okazały się nieocenione. Błyskawiczne zniszczenie twierdzy Bonn oraz oblężenie Huy w 1703 były jego koronnymi sukcesami. W początku następnej kampanii podczas rutynowej konsultacji z księciem Marlboroughiem w Wijkel zmarł nagle na apopleksję.

## Spuścizna

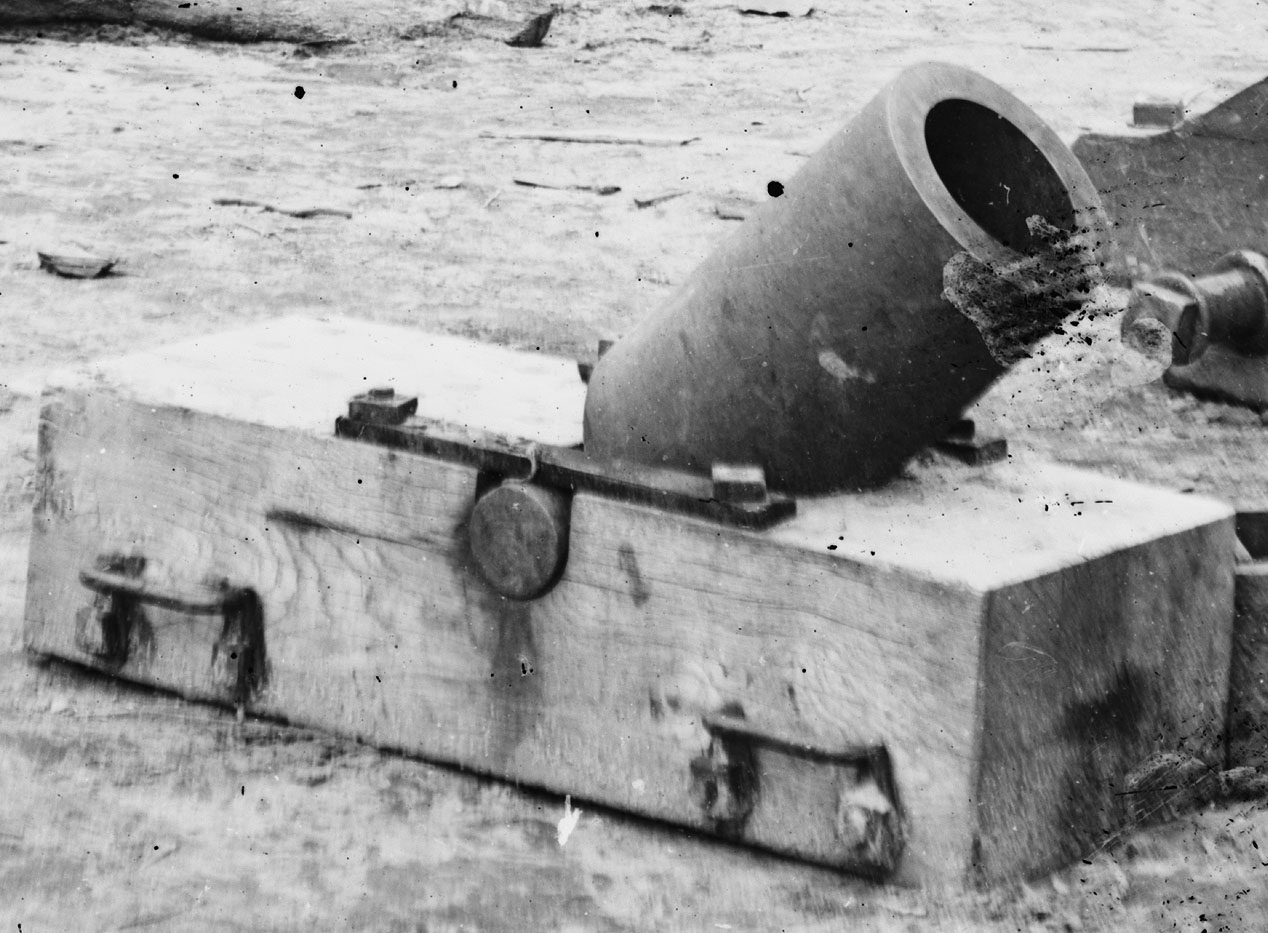
Moździerz coehorn, zdjęcie wykonane 1865 w czasie wojny secesyjnej

Jego pierwszy system zastosowano w licznych miejscach na terenie Niderlandów, szczególnie w takich twierdzach jak Nijmegen, Breda i Bergen op Zoom. Mannheim w Niemczech także został ufortyfikowany według tego systemu, podczas gdy drugi system Coehoorna został zastosowany w Belgradzie i w Temesvár.
Jego syn, Gosewijn Theodor van Coehoorn, napisał jego biografię (reedycja Syperstein, Leeuwarden, 1860). 
Andrzej Sapkowski użył imienia Menno van Coehoorna dla postaci jednego z marszałków Nilfgaardu w pięciu tomach sagi o wiedźminie.